# Beechcraft Super King Air
La familia Beechcraft Super King Air es parte de una línea de aviones biturbohélice producidos por Beechcraft. Las series Model 200 y Model 300 salieron al mercado como la familia "Super King Air", pero la palabra "Super" fue abandonada en 1996. Forman la línea King Air junto con las series King Air Model 90 y 100.
Actualmente, Beechcraft ofrece los modelos 250 (designado B200GT) y el mayor 350i (B300). El 350ER (B300CER) está disponible para clientes gubernamentales, militares y comerciales para realizar operaciones especiales como reconocimiento aéreo, ambulancia aérea, inspección aérea y vigilancia. El avión comercial regional Beechcraft 1900 fue derivado desde el Model B200 King Air.
La familia Super King Air ha estado en producción continua desde 1974, la carrera de producción más larga de cualquier avión turbohélice civil de su clase. Sobrevivió a todos sus competidores previos; el único otro avión utilitario multi motor turbohélice presurizado actualmente en producción es el Piaggio P.180 Avanti.

## Desarrollo

### Super King Air 200

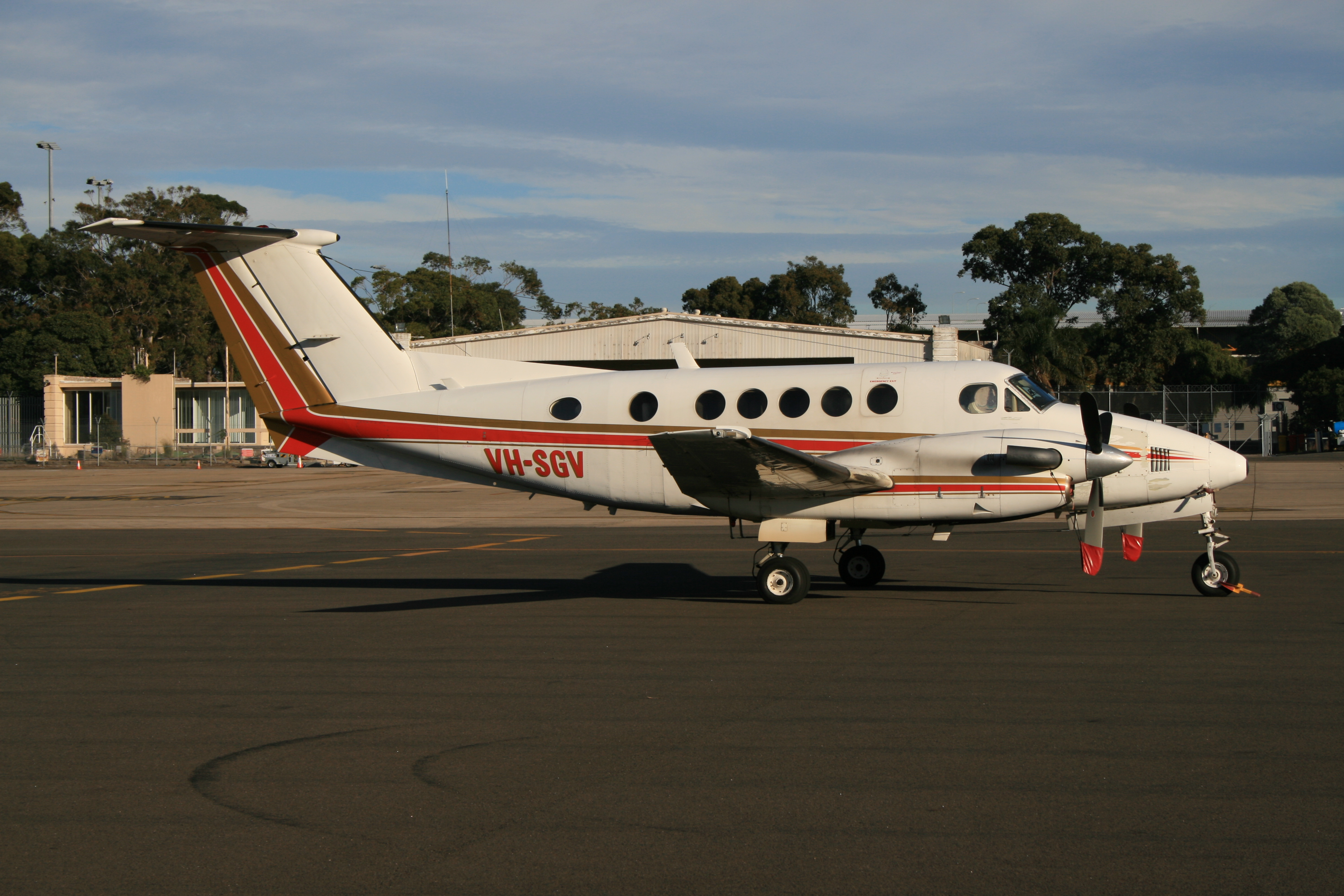
Beechcraft 200 Super King Air construido en 1980.

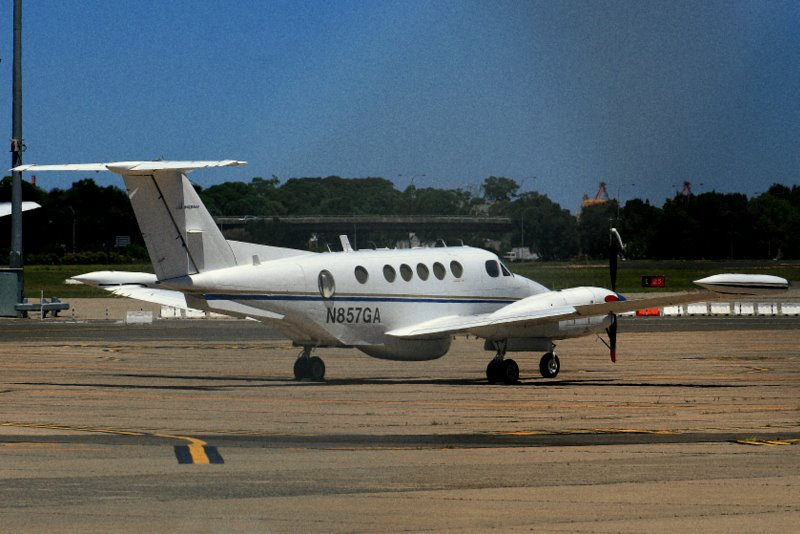
Este 200T Super King Air construido en 1979 muestra las modificaciones principales de esta variante; contenedor ventral de radar y escotilla para cámaras, depósitos de combustible de punta alar, y ventanas en forma de bulbo a los lados del fuselaje trasero.

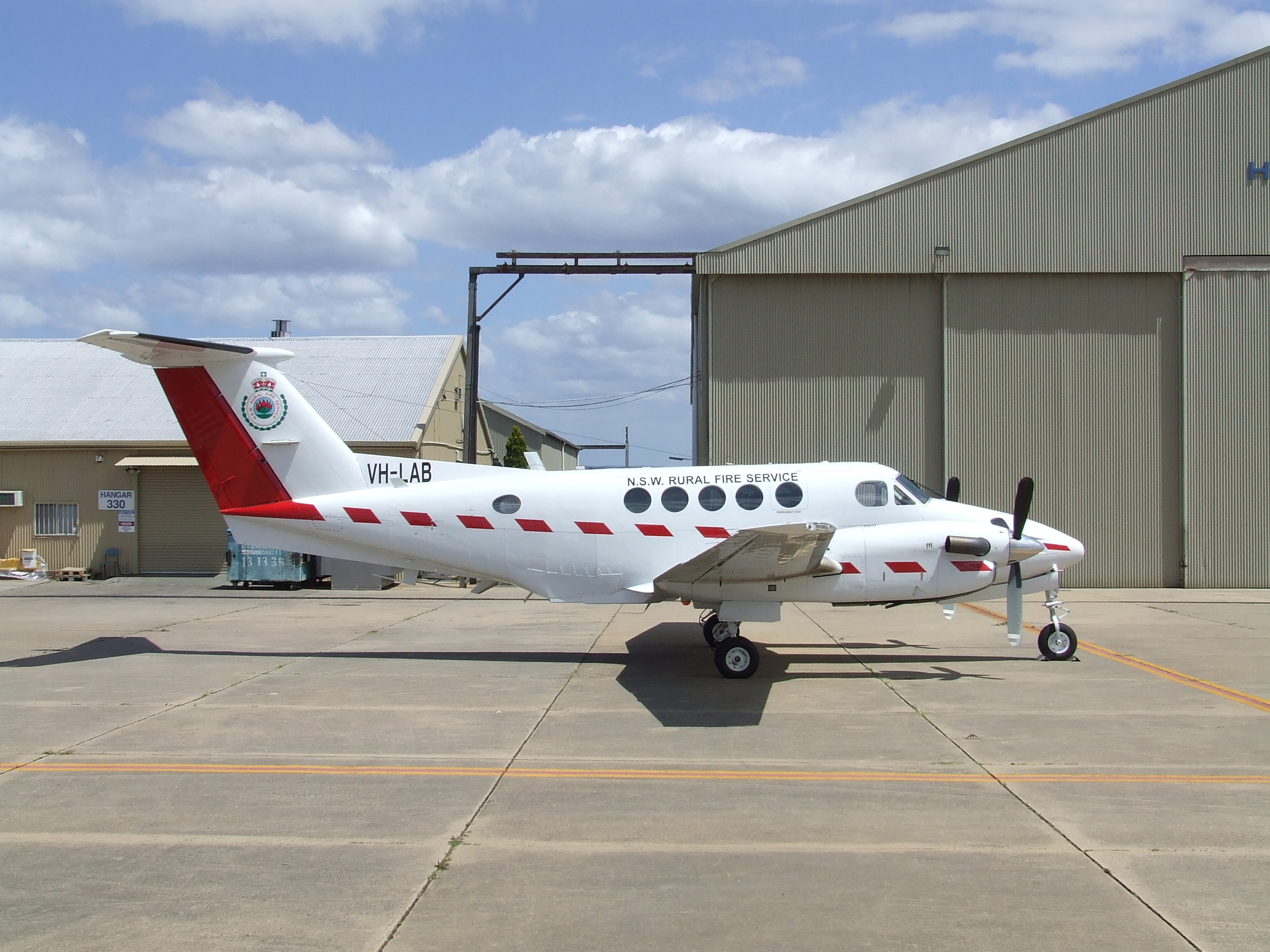
Beechcraft B200T Super King Air con ventanilla de cámara ventral por detrás del ala.

El Model 200 fue concebido originalmente como Model 101 en 1969, y era un desarrollo del Model 100 King Air. El Model 200 tenía esencialmente el mismo fuselaje que el Model 100, con cambios en el fuselaje trasero para acomodar una nueva cola en T (en lugar de la cola convencional del 100, con el estabilizador horizontal totalmente móvil y compensable) y cambios estructurales para permitir una mayor presurización máxima. Aparte de la cola en T, otros cambios incluían motores Pratt & Whitney Canada PT6A-41 de 850 shp en lugar de los motores de 680 shp del Model A100 todavía en producción, y un ala de envergadura aumentada y capacidad extra de combustible. En general, el 200 era 1,17 m más largo que el A100, con una envergadura 1,29 m mayor, conteniendo 230 l más de combustible. El Peso Máximo al Despegue (MTOW) se incrementó en 450 kg. Tras un prolongado desarrollo, incluyendo extensas pruebas de túnel de viento del diseño (especialmente la cola en T, que fue probada en túnel durante 375 horas), el primer prototipo voló por primera vez el 27 de octubre de 1972; un segundo prototipo voló el 15 de diciembre del mismo año. También se construyeron tres aviones de producción en 1972, y fueron entregados al Ejército estadounidense; estos tres fueron designados Model A100-1 por Beechcraft y se les dio la designación militar RU-21J; los primeros de los casi 400 King Air de cola en T en ser ordenados por las fuerzas armadas de los Estados Unidos. El 200 recibió la certificación civil en diciembre de 1973 y la primera entrega civil se realizó en febrero de 1974.
En 1976, Beechcraft desarrolló el Model 200T, una versión configurada para vigilancia aérea o reconocimiento. El prototipo fue creado modificando un avión Model 200, número del constructor (c/no.) BB-186; las modificaciones incluían cambios en la parte trasera ventral del ala para permitir fotografiar con cámara vertical, provisión para un radar de vigilancia en un contenedor bajo el fuselaje, ventanas de bulbo en los lados del fuselaje trasero para permitir la observación directa por debajo del avión por los ocupantes, y un depósito de combustible con capacidad de 190 l útiles en cada punta alar para incrementar el alcance del avión. Los clientes podían especificar cualquier combinación de estas modificaciones cuando ordenaban un 200T; todos los 200T eran Model 200 modificados en fábrica y se les daban nuevos números de constructor.
El siguiente modelo en aparecer fue el Model 200C en 1979; esta versión tenía una gran puerta de carga en el lado izquierdo del fuselaje trasero con una puerta de escalones integrados, similar a la puerta del Model 200. La apertura de la puerta era de 1,33x1,33 m, permitiendo la carga de una gran variedad artículos en la cabina. El Model 200C encontró el favor de muchos operadores que los equiparon internamente como ambulancias aéreas. El 200C fue construido desde cero más que como una modificación del Model 200. La versión militar Model A200C fue desarrollada al mismo tiempo. En 1981, un Model 200C (c/no. BL-24) fue modificado como Model 200CT, equipado con los mismos depósitos de combustible de punta alar que los instalados en el Model 200T; hubo un solo 200CT, pero condujo a otros aviones después de que entrase en producción una versión actualizada del Model 200.
Esta versión modernizada y mejorada era el Model B200, que entró en producción en 1981. Estaba equipado con motores PT6A-42, todavía de 850 shp, pero con mejoras que resultaron en mayores prestaciones del avión. Otros cambios incluían presurización máxima aumentada (a 6,5 psi de diferencial) y cambios en la distribución de la cabina de mandos. El Model 200C dio paso al Model B200C el mismo año, siendo modificados los primeros Model B200T y Model B200CT desde un B200 y un B200C respectivamente, el año siguiente. Comenzando el B200 en 1984, el B200C y sus derivados fueron equipados con un mecanismo de retracción del tren de aterrizaje revisado, actuado por martinetes hidráulicos propulsados por una bomba eléctrica instalada en el ala izquierda. Reemplazó al anterior sistema de retracción electromecánico de cajas reductoras, ejes y cadenas y piñones, que era una reversión hacia el Twin Bonanza. Al mismo tiempo, las hélices equipadas fueron cambiadas de Hartzell tripala a McCauley tripala. Fueron entregados cuarenta y siete B200C construidos aquel año a los militares estadounidenses, con docenas más del estándar similar en los años siguientes, pero no se les dieron designaciones de modelo civil.
Un total de 14 B200 fueron producidos en 1989 y 1990 en una configuración de alta densidad de 13 asientos con un contenedor de carga ventral; fueron puestos en el mercado por Beechcraft como un avión de pasajeros regional bajo la designación Model 1300. Los clientes de esta versión incluyen a Mesa Airlines. La instalación de las hélices cambió de nuevo en 1992, cuando Beechcraft comenzó a ofrecer la opción de usar hélices Hartzell o McCauley cuatripala, o tripala Hartzell; ya no estuvieron disponibles las McCauley tripala. Desde octubre de 1995, Beechcraft ofreció un B200 modernizado con aviónica EFIS (Sistema Instrumental de Vuelo Electrónico), siendo puesto en el mercado como "B200SE Super King Air" (por Edición eSpecial). Al año siguiente, el nombre "Super" fue eliminado de todos los mercados y anuncios. En octubre de 2003, Beechcraft anunció otra actualización de aviónica para el B200, la suite Rockwell Collins Pro Line 21.
El B200 permanecía en producción, con un total de 13 unidades construidas en 2009. El B200C está disponible para ser encargado; en enero de 2009, dos B200C fueron entregados al Royal Flying Doctor Service of Australia (RFDS). Los dos B200C fueron los primeros ejemplares entregados en casi tres años (los más recientes B200C antes de estos fueron entregados a principios de 2006 para ser usados como ambulancias aéreas en Escocia). El 21 de mayo de 2007, durante la 7ª European Business Aviation Convention & Exhibition Anual en Ginebra, Hawker Beechcraft (como se conocía entonces a la compañía) presentó la versión actualizada Model B200GT del B200. El B200GT está equipado con un nuevo modelo de motor PT6 desarrollado específicamente para él por Pratt & Whitney Canada; aunque todavía con 850 shp, el nuevo PT6A-52 desarrolla la máxima potencia a una altura superior incluso a la del -42 que sustituye, por lo que mejora aún más las prestaciones del avión. El B200GT y el B200CGT, con una gran puerta de carga, fueron certificados por la Administración Federal de Aviación (FAA) el 16 de noviembre de 2007 y, a finales de 2009, 97 B200GT habían sido entregados. Hawker Beechcraft ha decidido usar nuevos prefijos numéricos de constructor para el B200GT y el B200CGT; los B200GT se construirán con el prefijo "BY" y, aunque no habían sido construido ningún B200CGT en diciembre de 2009, se entregarían con el prefijo "BZ".
En 2014, Beechcraft anunció la disponibilidad de una opción (disponible en la fabricación y para los aviones existentes) para aumentar el MTOW del B200GT de 5670 kg a 6087 kg, comercializado como King Air 250EP (de Extra Payload, Carga Extra). La actualización pone al 250EP en la misma clase por peso que el King Air 350, necesitando varios cambios de sistemas para cumplir con los requerimientos de certificación y una calificación especial para los pilotos.

#### Variantes militares del Model 200

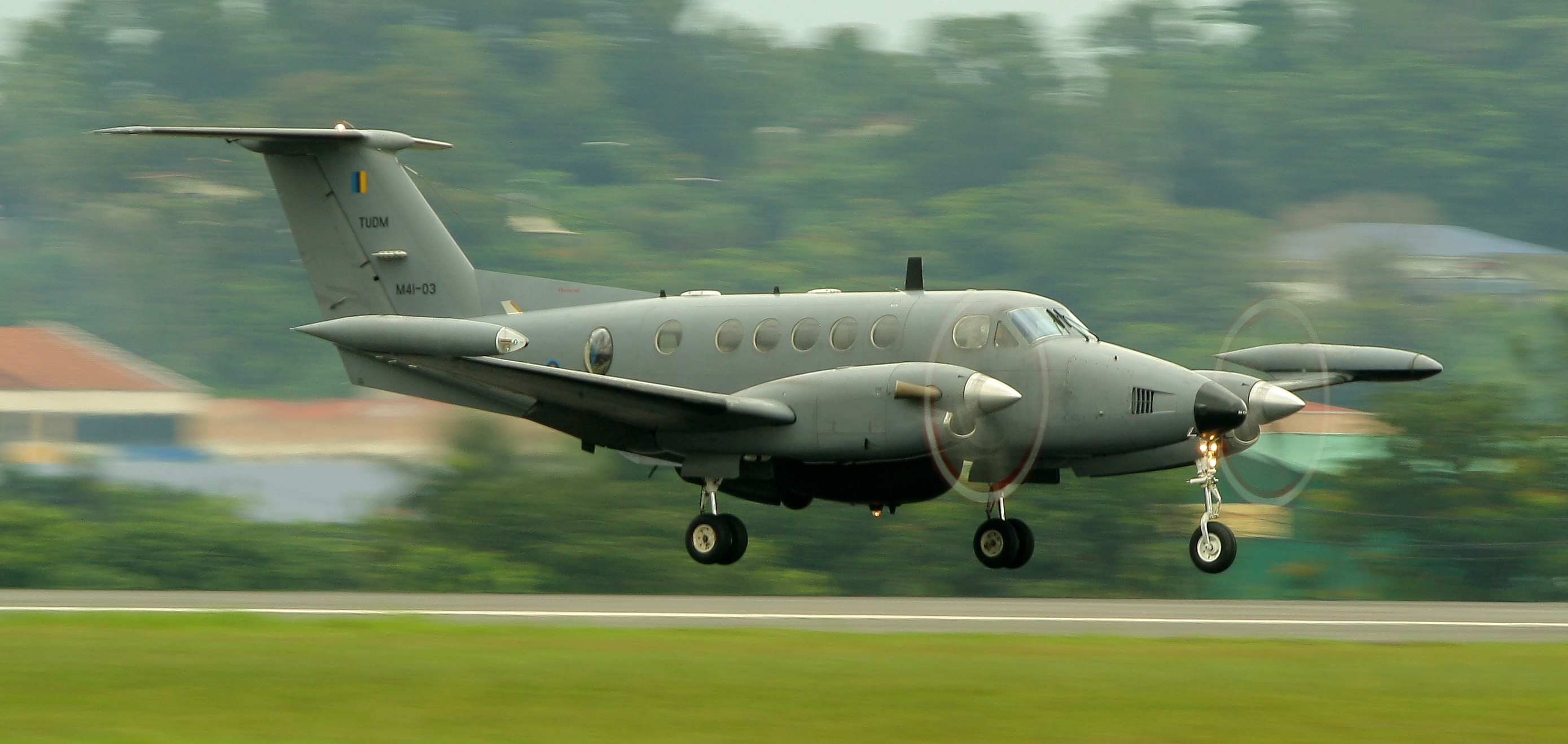
Variante B200T operada por la Real Fuerza Aérea de Malasia como avión de patrulla marítima.

El Ejército, Fuerza Aérea, Armada y Cuerpo de Marines de los Estados Unidos han volado versiones del Super King Air 200. Como se describe más arriba, algunas han sido versiones civiles listas para la venta, pero la mayoría han sido construidas a propósito para los militares y fueron tratadas por Beechcraft y la FAA como series separadas, la serie A200. Una significativa minoría de versiones militares se conoce solo por su designación militar, no asignándosele designaciones de modelo de la FAA, aunque tuvieran homólogos de modelo civil básicamente equivalentes. La designación militar varía de servicio a servicio, pero la mayoría se denominan C-12 Huron o UC-12. Éstos se usan para transporte de personal. El Ejército también opera la serie RC-12 Guardrail de aviones para realizar misiones de inteligencia. 
Las Fuerzas Canadienses (CF) recibieron dos Model 200 Super King Air de los primeros producidos de segunda mano, alquilados a Awood Air en 1990. Se les dio la designación CT-145 bajo el sistema de identificación de las CF y fueron usados como entrenadores polimotor, reemplazando a los Douglas C-47. Uno fue devuelto posteriormente al arrendador y un tercer Model 200 entró en servicio debido a que los dos aviones usados tendrían la misma distribución de cabina. Los dos aviones fueron reemplazados por ocho Model 90 King Air en 1995.
El King Air B200 entró en servicio con la Real Fuerza Aérea británica (RAF) en 2004 como entrenador polimotor, reemplazando al Jetstream T1.
La Real Fuerza Aérea de Malasia opera 4 variantes B200T equipadas con sistema de mando táctico, radar de búsqueda maestro y sistema de infrarrojo de barrido frontal.

### PD 290
Beechcraft consideró una versión a reacción a mitad de los años 70. El primer prototipo de King Air 200 fue remotorizado con turbofán Pratt & Whitney Canada JT15D en góndolas sobrealares. Dándosele la designación PD 290 (de Preliminary Design (Diseño Preliminar)), el avión voló en esta configuración por primera vez el 12 de marzo de 1975. Beech no prosiguió con la producción y el último vuelo se realizó el 30 de septiembre de 1977.

### Super King Air 300/350

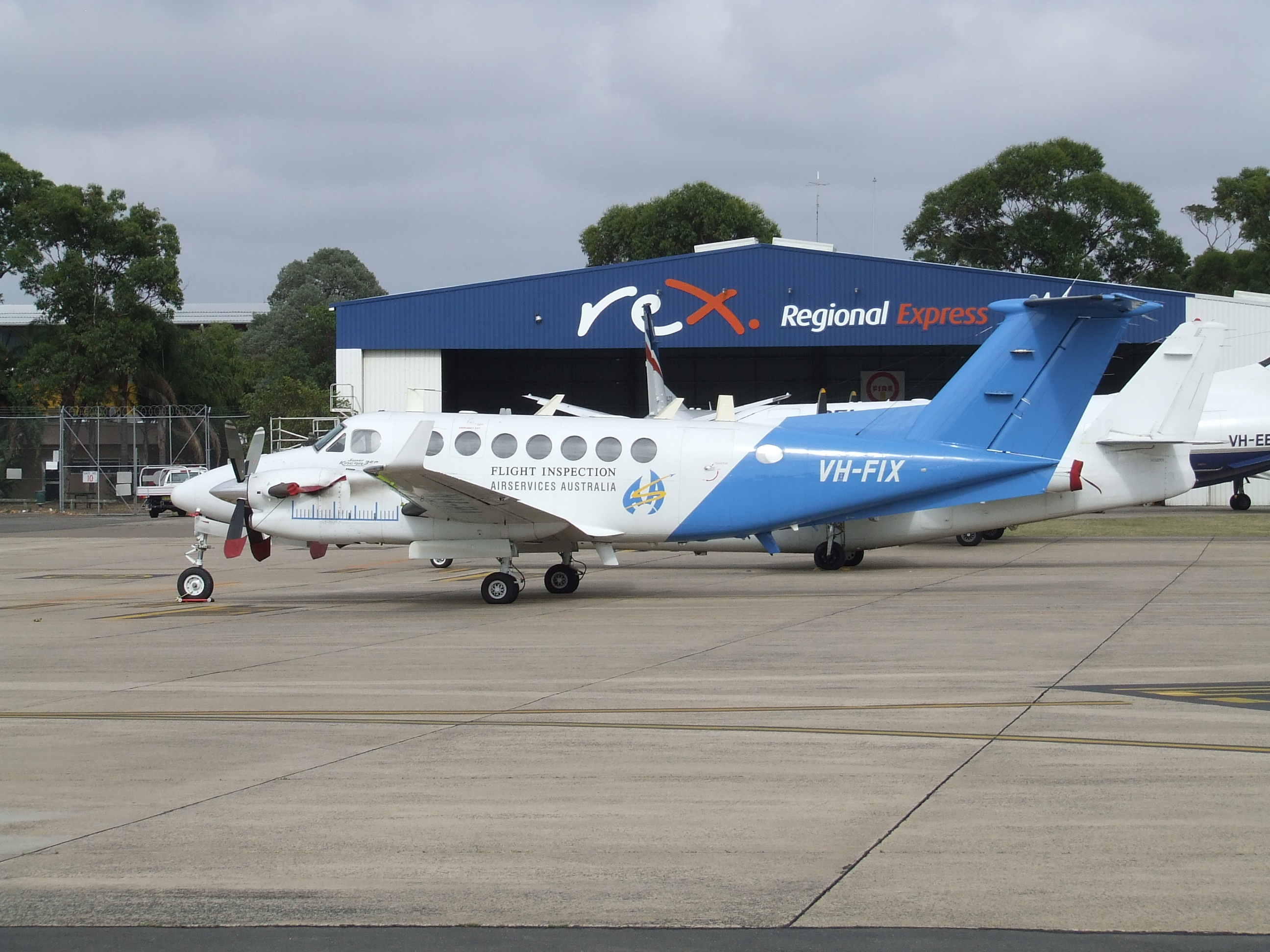
King Air 350 operado por AeroPearl, usado para comprobar ayudas a la navegación en Australia en nombre de Airservices Australia.

La serie 200 se probó tan popular que Beechcraft comenzó a trabajar en un sucesor, con la designación de Beechcraft de Model 300 y comercializado como "Super King Air 300". El fuselaje del B200 fue "limpiado" y se instalaron unos motores todavía más potentes (PT6A-60A, de 1050 shp) en cubiertas rediseñadas (conocidas como "cubiertas pitot" debido a las reformadas entradas de aire), con el MTOW aumentado a 6300 kg. Un Model 200 (c/no. BB-343) fue modificado para desarrollar los sistemas actualizados para ser usados en el nuevo modelo y fue volado en esta configuración el 6 de octubre de 1981. El primer vuelo del prototipo del Model 300 se realizó el 3 de septiembre de 1983 y las entregas comenzaron el año siguiente. Debido a que por entonces no todos los países permitirían certificar un avión de este modelo con un MTOW superior a 5700 kg, también se desarrolló el Model 300LW al mismo tiempo, limitado al MTOW menor. Se entregaron diecinueve ejemplares de una versión especial del Model 300 a la FAA en 1987 y 1988. Los dos primeros eran conversiones de Model 300 estándares, mientras que los restantes 17 fueron construidos a propósito; desde que se entregaron, la FAA ha usado la flota para comprobar la extensa red de ayudas a la navegación en los Estados Unidos. Se han usado King Air de las Series 200 y 300 en tareas similares en otros países, incluyendo Australia, Alemania, Hong Kong (un B200C usado para calibración de radioayudas fue el primer avión en aterrizar en el entonces nuevo Aeropuerto Chek Lap Kok en 1996), Noruega, Suecia y Taiwán.
En 1988, Beechcraft había comenzado a trabajar en un reemplazo para el 300. El fuselaje del 300 fue alargado en casi 3 pies, con dos ventanas de cabina extras en cada lado y winglets añadidos a las puntas alares para crear el Model B300, introducido en 1990 y comercializado inicialmente como Super King Air 350. El MTOW fue aumentado de nuevo hasta los 6750 kg; como la misma situación reguladora que había originado el desarrollo del 300LW todavía existía, el modelo continuó en producción hasta 1994. Como el 200 y el B200 antes que él, se desarrolló una versión con una gran puerta de carga, la Model B300C, comercializada como "Super King Air 350C". Las primeras entregas de este modelo también se realizaron en 1990. En 1998, el sistema activo de cancelación de ruido UltraQuiet, fabricado por Elliott Aviation, fue añadido como equipamiento estándar en todos los B300. En octubre de 2003, Beechcraft anunció que entregaría los futuros B300 y B300C King Air con el paquete de aviónica Rockwell Collins Pro Line 21.
El modelo B300 todavía está en producción actualmente (ahora comercializado simplemente como "King Air 350", siendo abandonado el "Super" en 1996 como se mencionó anteriormente), mientras que el B300C está disponible por encargo; se construyeron cuatro en 2007 y Hawker Beechcraft anunció el 11 de noviembre de 2007 que entregaría cinco a Arabia Saudita en 2008 para su uso como ambulancias.
El 13 de junio de 2005, Beechcraft anunció en el Salón Internacional de la Aeronáutica y el Espacio de París-Le Bourget que estaba desarrollando la versión King Air 350ER del B300, un equivalente de los anteriores Model 200T y B200T de la serie 200. Los cambios incluyen un aumento del MTOW hasta los 7430 kg, provisión para equipo de supervivencia en un contenedor bajo el fuselaje, el tren de aterrizaje del Beechcraft 1900 para soportar el peso aumentado y proporcionar espacio libre para el contenedor ventral, y capacidad extra de combustible en las góndolas motoras para incrementar el alcance (debido a los winglets del B300, era inviable instalar depósitos de combustible de punta alar como en los 200T y B200T). El 11 de noviembre de 2007, Hawker Beechcraft anunció que el 350ER había sido certificado por la FAA.
En octubre de 2008, Beechcraft  anunció versiones actualizadas de la serie B300, el King Air 350i, con mejoras en la cabina de pasajeros. El fabricante declara que el nivel de ruido y el confort general de los King Air 350i, 350iER, 350iC y 350iCER son ahora competitivos respecto a los de los reactores ligeros. La cabina de la serie B300 ha sido actualizada con controladores en los reposabrazos de los asientos de los pasajeros que reducen la intensidad de las luces LED, oscureciendo las ventanas y controlando un mando iPod y un monitor de vídeo de alta definición. La cabina también incluye puertos USB, tomas de corriente alterna y mesas plegables para cada pasajero en los ocho asientos disponibles. Las entregas comenzaron en diciembre de 2009.

#### Variantes militares del Model 300

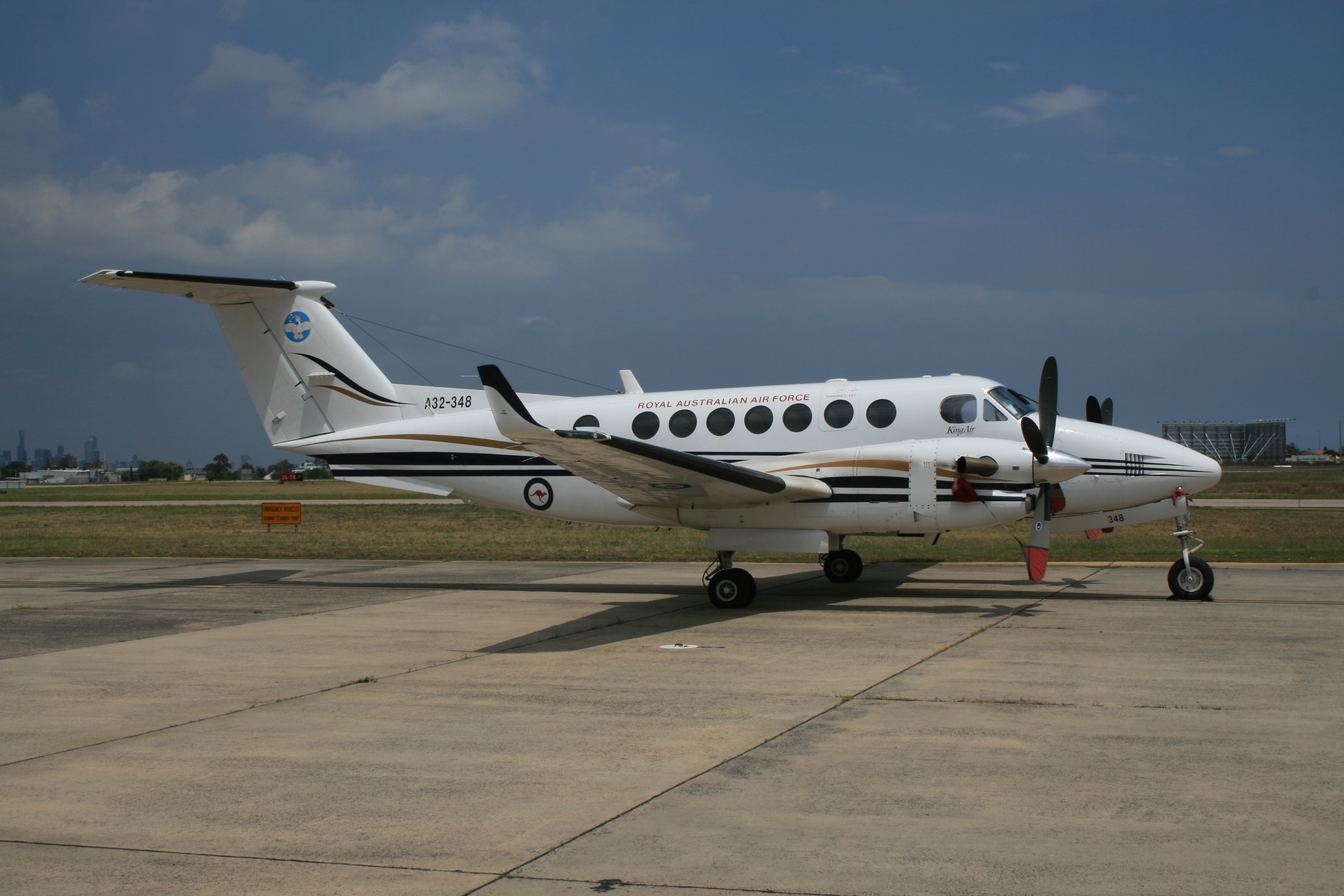
Uno de los ocho King Air 350 en servicio con el No. 32 Squadron RAAF.

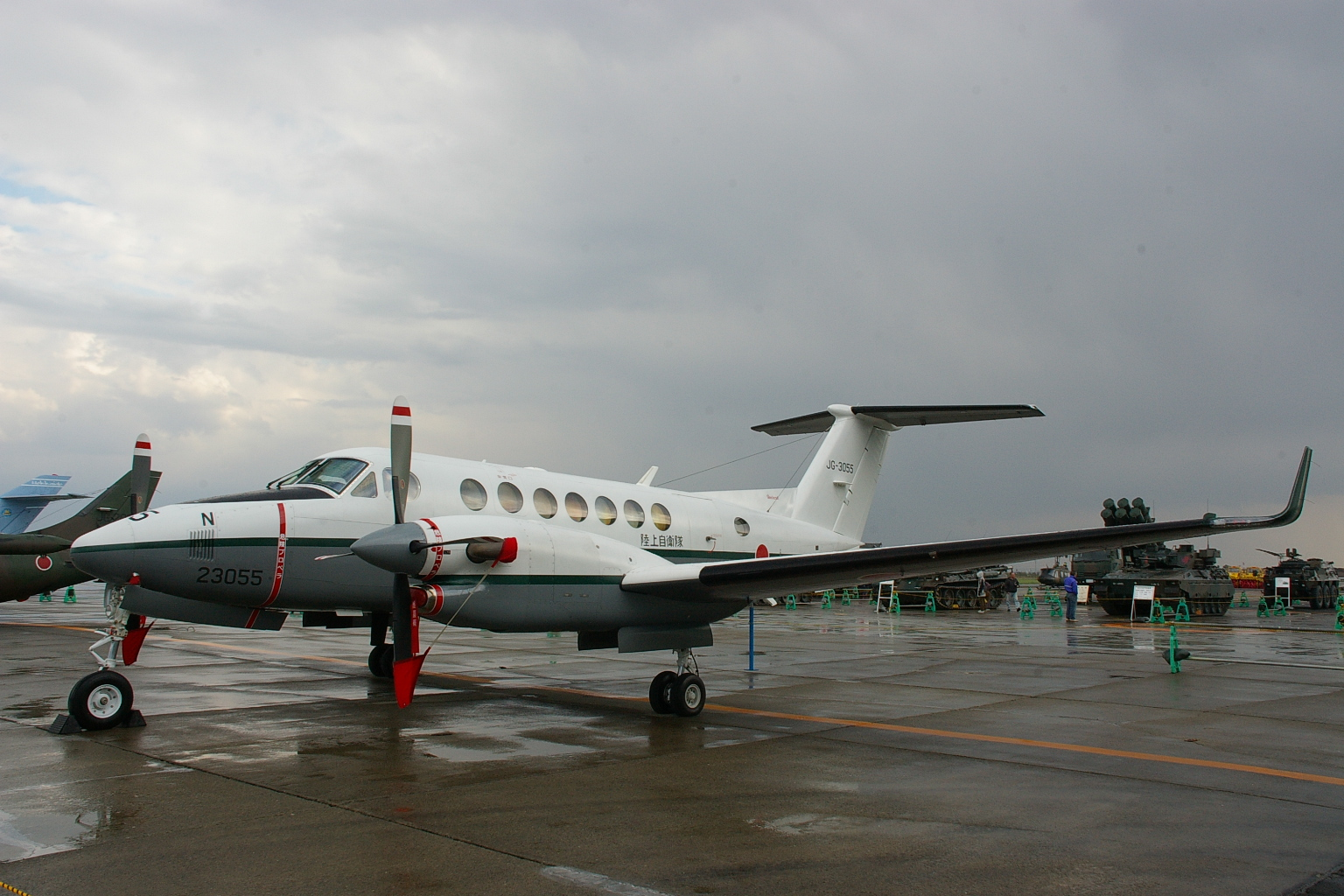
LR-2 de la Fuerza Terrestre de Autodefensa de Japón.

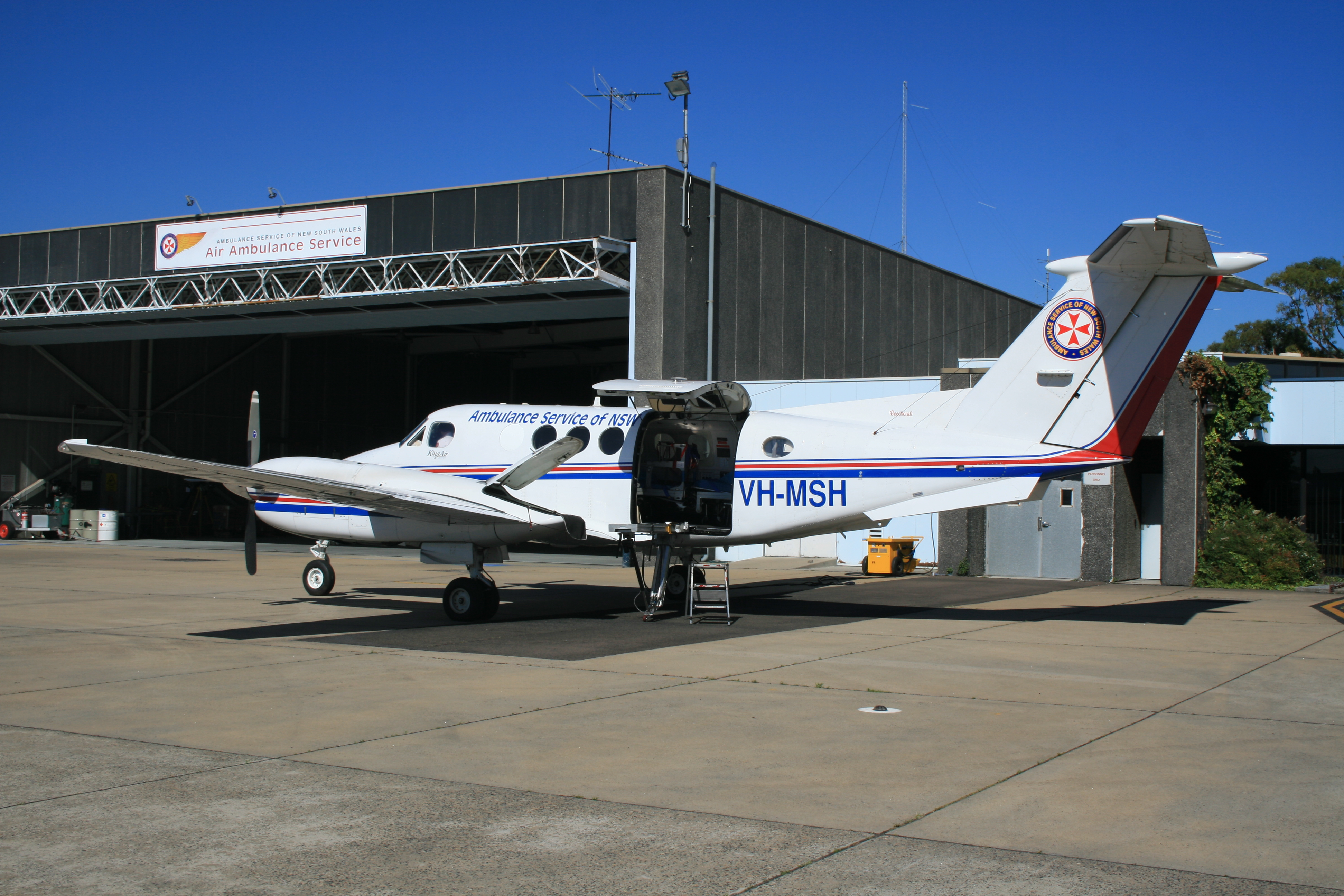
B200 modificado como Ambulancia Aérea con una mayor puerta al estilo del B200C, ascensor de camillas y cajones alares.

Una variante especial del Super King Air B300C fue construida para la Fuerza Aérea Suiza, con un vientre modificado para permitir la fotografía aérea y con una gran ventana de observación en el lado derecho trasero del fuselaje; se le dio un número de serie con prefijo diferente a los otros B300C.
Hawker Pacific en Australia compró ocho B300 entre 2003 y 2005 para arrendarlos a la Real Fuerza Aérea Australiana. Fueron más tarde modificados como entrenadores de navegadores. Hawker Pacific arrendó más tarde otros tres B300 al Ejército de Tierra de Australia, reemplazando a los King Air Model B200 y B200C. La RAAF también ha utilizado los King Air como reemplazo interino para los transportes DHC-4 Caribou del No. 38 Squadron.
La Fuerza Terrestre de Autodefensa de Japón opera seis B300 en tareas de reconocimiento y comunicaciones bajo la designación LR-2. Los aviones fueron entregados entre 1998 y 2004 e incluye el último B300 construido sin el paquete de aviónica Pro Line 21 (c/no. FL-382).
Beechcraft anunció el 6 de marzo de 2001 que la Fuerza Aérea Iraquí había ordenado cinco King Air 350ER para comenzar las entregas a finales de 2007. Hawker Beechcraft mostró un King Air 350ER en el Salón Internacional de la Aeronáutica y el Espacio de París-Le Bourget de 2007; y en el Royal International Air Tattoo el siguiente mes. Las fotos del avión, realmente un B300 modificado construido en 2005, muestran que las características visuales del King Air 350ER incluyen un contenedor ventral, y góndolas motoras alargadas, comparadas con las góndolas de los B300 King Air estándares.
Cuatro King Air 350ER equipados para realizar misiones ISTAR sobre Afganistán fueron ordenados originalmente por la RAF. Se incrementaron a seis en julio de 2003. Esta variante se denomina Shadow R1 en el servicio de la RAF. Cuatro King Air 350 más reemplazaron a los entrenadores de observadores Jetstream T2 de la Marina Real británica en 2011, y en esta tarea se le conoce como Avenger T1.
La Real Fuerza de Defensa de Bahamas opera un único B300 en tareas de patrulla marítima y reconocimiento.
El Ejército de los Estados Unidos ha contratado una cantidad de King Air 300 que se adquirirán en el mercado de segunda mano y serán modificados como aviones ISTAR para su uso por la Task Force ODIN en teatros de operaciones. A finales de 2010, había 11 de tales aviones registrados en el Ejército estadounidense. Dos King Air 300 de propiedad y registro canadienses, configurados de la misma manera, también han sido contratados para la tarea.

### Programas de modificaciones y actualizaciones
Numerosas modificaciones posventa y modernizaciones están disponibles para los King Air de las Series 200 y 300. Una compañía ofrece un Equipo de Refuerzo del Larguero Delantero del Ala para los aviones de la Series 200 y una modificación para reemplazar el sistema de aterrizaje electromecánico de los primeros aviones construidos por un sistema electrohidráulico. Raisbeck Engineering de Seattle, Washington, ofrece Bordes de Ataque de Prestaciones Mejoradas, Cajones de Góndola Alar, Sistema de Recuperación de Aire por Cilindro, Hélices para Turbofán Silencioso, Puertas del Tren de Aterrizaje de Alta Flotación y Aletas Traseras Duales.
Otra compañía ofrece una modificación para toda la línea de King Air que implica la reelaboración y extensión de todo el morro para albergar un compartimiento de equipaje, así como la aviónica normalmente encontrada en el morro de los aviones King Air; mientras que otra ofrece winglets, similares a las del B300, para la serie 200 y otros King Air de la serie 300.
Una modificación para instalar una cámara de infrarrojo de barrido frontal en un morro extendido está disponible para el B200 King Air. Otras modificaciones disponibles son convertir King Air Series 200 estándares a configuraciones equivalentes del King Air Model 1300 o Model 200C y B200C; y modificar B300 (típicamente entregados con un interior corporativo de ocho asientos) para permitir llevar más pasajeros y equipaje.

## Historia operacional
El King Air número 6000 fue entregado el 24 de enero de 2005.
El Royal Flying Doctor Service (RFDS) de Australia opera 34 King Air B200/B200C y B300C.
King Air militares retirados han entrado al servicio civil con las fuerzas policiales estadounidenses y otras organizaciones gubernamentales como los Departamentos de la Policía Estatal y del Sheriff; otros son usados por la Missionary Aviation Fellowship y organizaciones subsidiarias.
Estaba destinado a ser reemplazado por el Beechcraft Starship de inusitado diseño, pero solo fueron producidos 53 aparatos; finalizando en 1995, mientras que el King Air continua vendiéndose.
Más de 1800 King Air 200 han sido entregados en más de 40 años de producción. A principios de 2017, un modelo King Air 250 usado estaba valorado en 3 millones de dólares, y uno de finales de 2015 hasta principios de 2016 estaba valorado en 5 millones, con una utilización estimada anual de 240 horas y 216 ciclos, mientras que un King Air 350i lo está de 800 000 dólares a un millón más.
En abril de 2017, las ventas de la serie King Air se redujeron a sólo 12 ejemplares entregados en el primer cuarto del año, comparados con el mismo periodo del año 2016, debido al débil mercado internacional para el diseño. La compañía esperaba unas ventas anuales de alrededor de las mismas que en 2016, que totalizaron 106 aquel año.

## Variantes

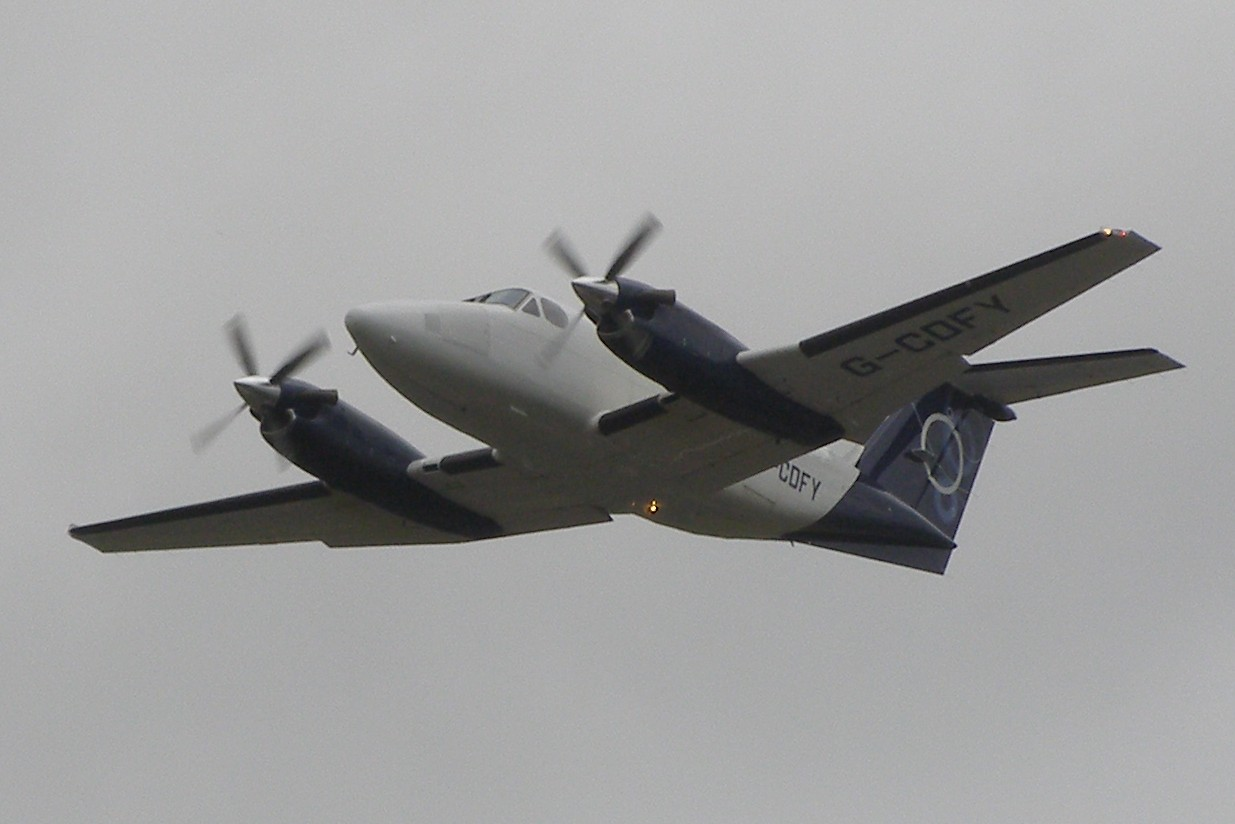
King Air B200.

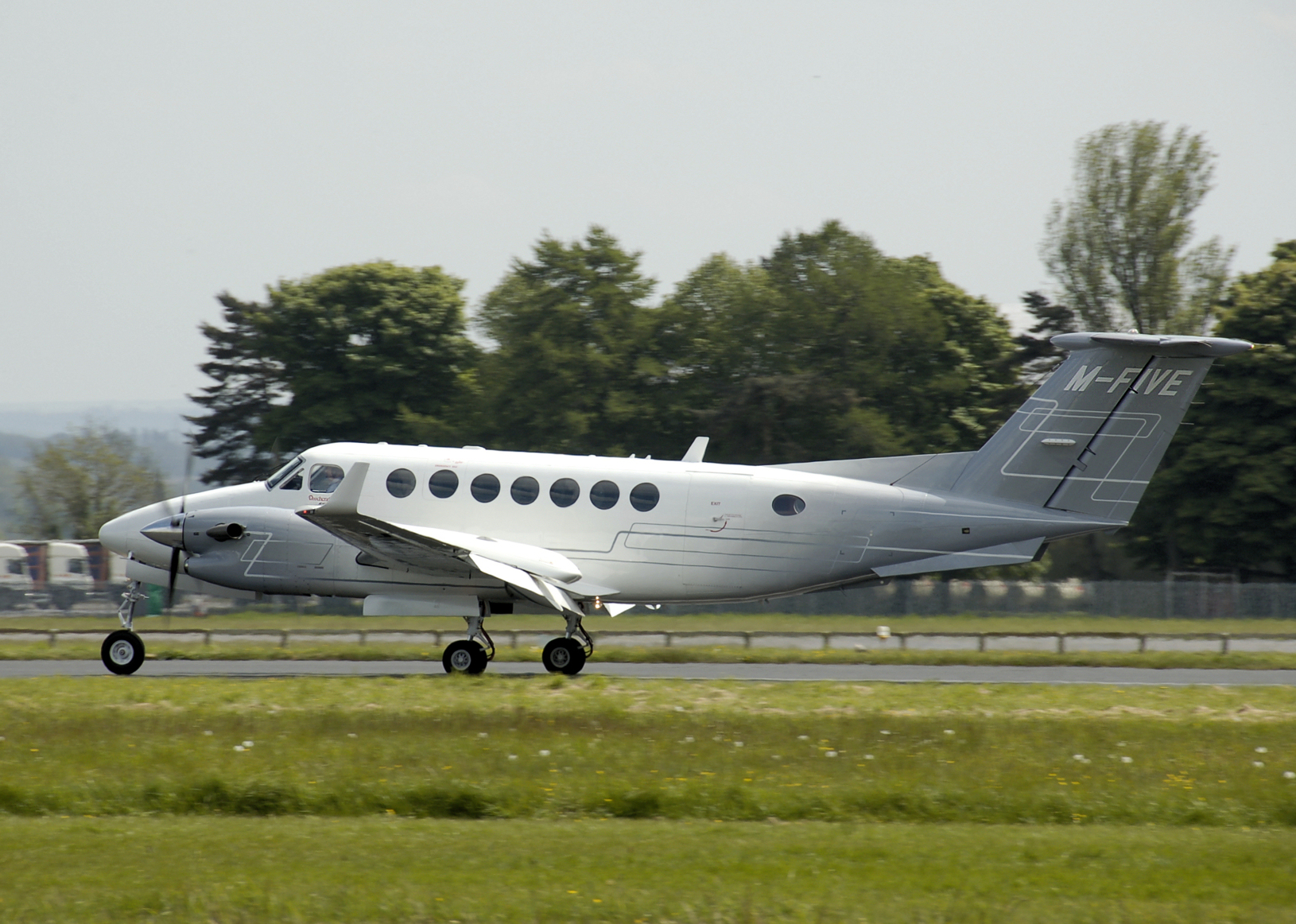
B300 Super King Air 350, tomada en 2009.

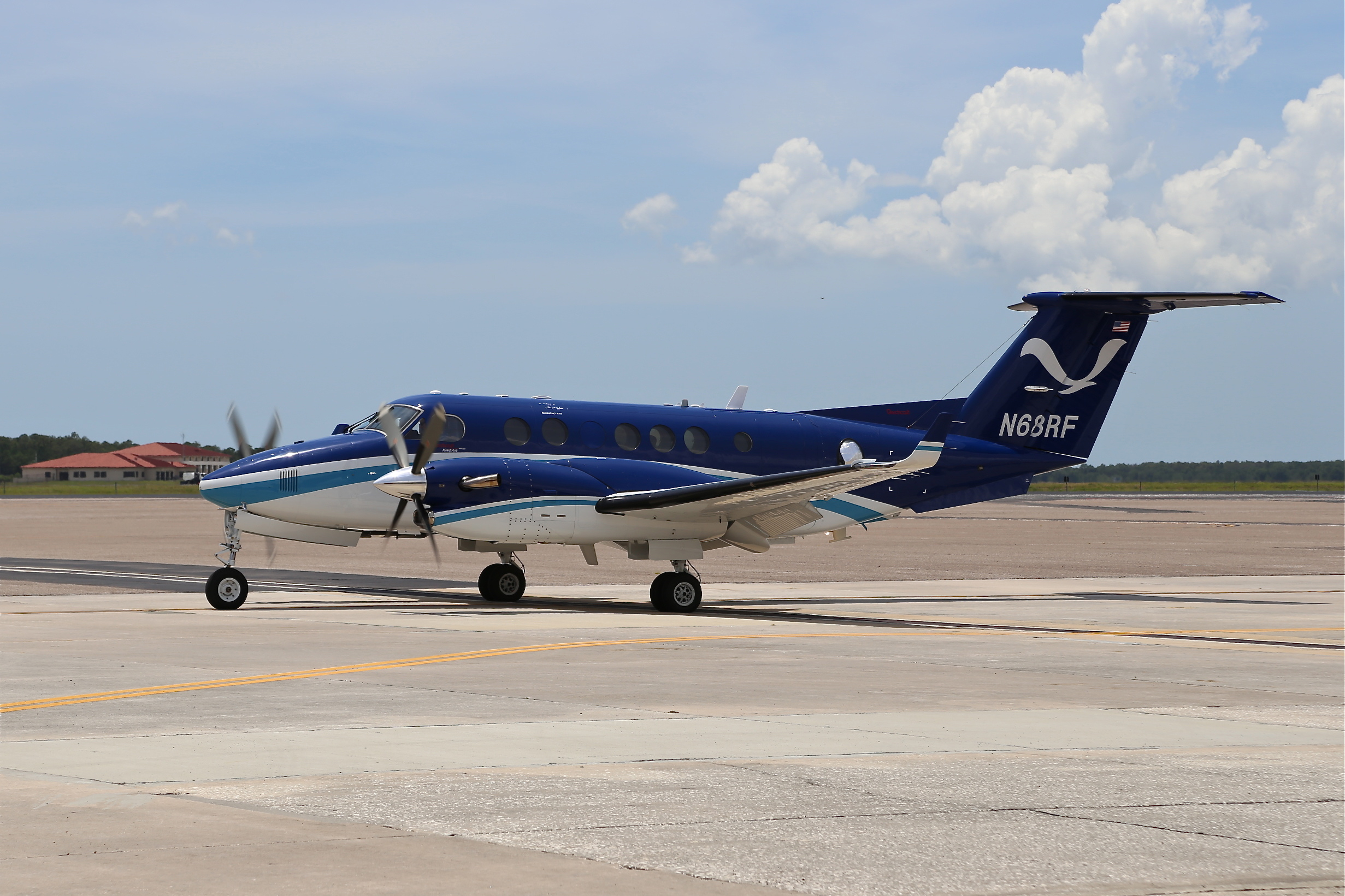
El Beechcraft King Air 350CER N68RF de la NOAA se prepara para despegar.

En orden cronológico simplificado, las variantes de los King Air Series 200 y 300 y los números de producción, son:
Model 200
Prototipos y versión inicial de producción, 858 construidos incluyendo los convertidos a Model 200T; el primer prototipo fue convertido en el avión a reacción PD 290 y los primeros tres aviones de producción fueron entregados al Ejército estadounidense como Model A100-1.
Model A200
Primer modelo construido a propósito para los militares estadounidenses (Ejército y Fuerza Aérea), 75 construidos.
Model 200T
Versión con depósitos de combustible de punta alar, ventanas laterales de domo opcionales en el fuselaje trasero, y vientre modificado para permitir la fotografía aérea. El prototipo y los siguientes aviones fueron convertidos desde Model 200 y renumerados; 23 entregados.
Model A200C
Segundo modelo militar construido para la Armada y Cuerpo de Marines estadounidenses con puerta de carga en el lado trasero izquierdo del fuselaje, 90 construidos.
Model 200C
Equivalente civil del A200C, 36 construidos.
Model A200CT
Tercer modelo militar, construido para el Ejército estadounidense con puerta de carga y depósitos de combustible de punta alar del Model 200T, 93 construidos.
Model 200CT
Equivalente civil del A200CT; un avión convertido desde un Model 200C.
Model B200
Modelo de producción básico actual; versión actualizada del Model 200. 1157 construidos desde el final de 2009, incluyendo los convertidos a Model B200T. 12 aviones entregados como Model 1300. Modelos tardíos equipados con aviónica Pro Line 21.
Model B200C
Versión del B200 con puerta de carga, disponible bajo pedido; 112 construidos desde el final de 2009, de los que 47 fueron construidos para la Fuerza Aérea de los Estados Unidos como C-12F. Los modelos tardíos se equiparon con aviónica Pro Line 21. Un total de otros 65 aviones, similares en especificaciones al B200C, fueron construidos para los militares estadounidenses.
Model B200T
Versión del B200 similar al Model 200T; aviones convertidos desde Model B200 y renumerados. 23 entregados.
Model B200CT
Versión del B200C con depósitos de combustible de punta alar; todos los aviones convertidos desde B200C y renumerados. Ocho entregados, a la Marina de Guerra del Perú y a la Fuerza Aérea Israelí. Otros dos aviones similares construidos para la Fuerza Aérea Israelí no tienen designación oficial.
Model B200 (comercializado como King Air 250)
Incluye nuevas hélices cimitarra de materiales compuestos y winglets de terceros y Sistema de Recuperación de Aire de Cilindro; pueden operar desde pistas más cortas que el B200GT.
Model 300
Dos versiones, el estándar Model 300 con MTOW aumentado de 6300 kg y el Model 300LW con MTOW limitado a 5700 kg para cubrir los requerimientos de regulación de aviación de varios países; 247 construidos, incluyendo 35 Model 300LW e incluyendo dos Model 300 modificados y otros 17 construidos específicamente para su uso por la FAA en calibración de radioayudas. Los 300LW tenían un inferior Peso Cargado al Despegue certificado de 5700 kg para el mercado europeo debido a impuestos.
Model B300 (comercializado como King Air 350)
Modelo alargado con dos ventanas de cabina extra en el fuselaje trasero y winglets en puntas alares; en producción como King Air 350i y King Air 350iER. 687 construidos desde el final de 2009, incluyendo 42 ejemplares de alcance extendido como 350ER. Los aviones tardíos se equiparon con aviónica Pro Line 21.
Model B300C (comercializado como King Air 350C)
Versión del B300 con puerta de carga; disponible bajo pedido como 350iC y 350iCER. 35 construidos desde el final de 2009, incluyendo uno para la Fuerza Aérea Suiza con modificaciones para vigilancia aérea y cinco aviones modificados antes de la entrega con soportes subalares y entregados como 350CER. Los aviones tardíos fueron equipados con aviónica Pro Line 21.
Model B200GT
Versión actualizada del B200; modelo actual de producción civil. Se habían construido 97 a finales de 2009.
Model B200CGT
Versión actualizada del B200C; disponible bajo pedido, pero ninguno construido a finales de 2009.
Model B300 (comercializado como King Air 350i)
Versión actualizada del B300 con interior mejorado; certificado en diciembre de 2009.
Model 1300 Commuter
B200 configurado como avión de pasajeros regional, con espacio para dos tripulantes y 13 pasajeros; equipado con dos salidas de emergencia sobre el ala en lugar de la única salida sobre ala del modelo estándar y un contenedor de carga ventral opcional de 206 kg; compartimiento de equipaje de morro conseguido recolocando aviónica desde el morro a otros sitios del avión. Se construyeron 14 unidades en 1989 y 1990.
Blackhawk XP67A
Remotorizado con PT6A-67A y hélices de materiales compuestos de cinco palas en lugar de los motores PT6A-60A con un incremento de potencia unitaria de 1050 a 1200 shp, elevando la velocidad máxima de crucero en 50 km/h, hasta los 340 km/h, y con capacidad de ascender a 35 000 pies en 19 min; Blackhawk busca modificar el 30 % de los 850 King Air 300.
Model 350CER
Diseñado para ser usado por la Oficina Nacional de Administración Oceánica y Atmosférica. Presenta dos grandes puestos de sensores de visión inferior que pueden llevar una amplia variedad de sistemas, incluyendo cámaras digitales, sensores multi e hiperespectro, sistemas lidar topográficos y batimétricos y detectores de radiación gamma.
Model 360 y 360ER
Modelos presentados en agosto de 2020 con presurización automática, mandos de gases automáticos e interior revisado.
T-54A
Designación militar a aviones King Air Model 260 adquiridos por la Armada de los Estados Unidos para ser usados como entrenadores.

## Accidentes e incidentes
- El 22 de febrero de 2021, un avión de vigilancia King Air 350i de la Fuerza Aérea de Nigeria (NAF) se estrelló cerca del aeropuerto en la capital del país, Abuya. La aeronave resultó destruida por el impacto, incendiándose y muriendo las siete personas a bordo.[80]
- Tan solo 3 meses después, el 21 de mayo de 2021, otro King Air 350i de la Fuerza Aérea de Nigeria se estrella en el aeropuerto de Kaduna. Todos a bordo murieron, siete pasajeros y cuatro tripulantes.[81]
- El 9 de mayo de 2024 una aeronave King 200, modelo BE20 con las siglas YV3296 que despego del Aeropuerto Internacional “La Chinita” en el estado Zulia, Venezuela. Aproximadamente a veinticinco (25) millas náuticas del mencionado aeropuerto siendo las 16:30 horas se precipitó a la altura de la bahía el Tablazo al noreste del lago de Maracaibo del Municipio Miranda del Edo. Zulia. Falleciendo sus ocho ocupantes entre tripulación y pasajeros.

## Especificaciones

### Características generales
- Tripulación: Uno-dos
- Capacidad: 6-7 pasajeros
- Longitud: 13,3 m (43,8 ft)
- Envergadura: 16,6 m (54,5 ft)
- Altura: 4,6 m (15 ft)
- Superficie alar: 28,2 m² (303,6 ft²)
- Peso vacío: 3520 kg (7758,1 lb)
- Peso máximo al despegue: 5670 kg (12 496,7 lb)
- Planta motriz: 2× Turbohélice Pratt & Whitney Canada PT6A-42.
  - Potencia: 635 kW (875 HP; 863 CV) cada uno.
- Hélices: 1× Cuatripala Hartzell por motor.

### Rendimiento
- Velocidad máxima operativa (Vno): 545 km/h (339 MPH; 294 kt) a 7600 m
- Velocidad crucero (Vc): 536 km/h (333 MPH; 289 kt) a 7620 m
- Velocidad de entrada en pérdida (Vs): 139 km/h (86 MPH; 75 kt) IAS con flaps abajo
- Alcance: 3338 km (1802 nmi; 2074 mi) con máximo de combustible y 45 minutos de reserva
- Techo de vuelo: 10 700 m (35 105 ft)
- Régimen de ascenso: 12,5 m/s (2461 ft/min)
- Carga alar: 215,6 kg/m² (44,2 lb/ft²)
- Potencia/peso: 220 w/kg (0,14 hp/lb)

## Aeronaves relacionadas

### Desarrollos relacionados
- Beechcraft Queen Air
- Beechcraft King Air
- C-12 Huron
- Beechcraft 1900

### Aeronaves similares
- Embraer EMB 121 Xingu
- Piper PA-31T Cheyenne
- Cessna 425
- Cessna 441 Conquest II
- Piaggio P.180 Avanti
- Mitsubishi MU-2
- Evektor EV-55 Outback
- Pilatus PC-12

### Secuencias de designación
- Secuencia Numérica (interna de Beechcraft): ← 95 - 99 - 100 - 101 - 120 - 200 - 300 - 350 - 390 - 400 - 1074 - 1079 - 1300 - 1900 - 2000 - 3000
- Secuencia C_- (Aeronaves de las Fuerzas Canadienses (1968-presente)): ← CT-142 - CH-143 - CC-144 - CT-145 - CH-146 - CH-147 - CH-148 →
- Secuencia aviones militares de la Fuerza Aérea Sueca (1940-actualidad): ← Tp 89 - Tp 91 - Tp 100 - Tp 101 - Tp 102 - Tp 103
- Secuencia T-_ (Entrenadores estadounidenses, 1948-presente): ← T-51 - T-52 - T-53 - T-54